# العلاقات الكاميرونية المغربية
العلاقات الكاميرونية المغربية هي العلاقات الثنائية التي تجمع بين الكاميرون والمغرب.

## مقارنة بين البلدين
هذه مقارنة عامة ومرجعية للدولتين:
| وجه المقارنة                                              | الكاميرون                      | المغرب                                 |
| --------------------------------------------------------- | ------------------------------ | -------------------------------------- |
| المساحة (كم2)                                             | 475.44 ألف                     | 710.85 ألف                             |
| عدد السكان (نسمة)                                         | 24.05 مليون                    | 36.07 مليون                            |
| الكثافة السكانية (ن./كم²)                                 | 50.58                          | 50.74                                  |
| العاصمة                                                   | ياوندي                         | الرباط                                 |
| اللغة الرسمية                                             | لغة فرنسية، لغة إنجليزية       | اللغة العربية، أمازيغية معيارية مغربية |
| العملة                                                    | فرنك وسط أفريقي                | درهم مغربي                             |
| الناتج المحلي الإجمالي (بليون دولار)                      | 34.80 مليار                    | 109.14 مليار                           |
| الناتج المحلي الإجمالي (تعادل القوة الشرائية) بليون دولار | 72.72 مليار                    | 274.06 مليار                           |
| الناتج المحلي الإجمالي الاسمي للفرد دولار أمريكي          | 1.22 ألف                       | 2.88 ألف                               |
| الناتج المحلي الإجمالي للفرد دولار أمريكي                 | 2.97 ألف                       | 7.49 ألف                               |
| مؤشر التنمية البشرية                                      | 0.512                          | 0.628                                  |
| رمز المكالمات الدولي                                      | +237                           | +212                                   |
| رمز الإنترنت                                              | .cm                            | .ma                                    |
| المنطقة الزمنية                                           | توقيت غرب أفريقيا، ت ع م+01:00 | ت ع م+01:00                            |

## منظمات دولية مشتركة
يشترك البلدان في عضوية مجموعة من المنظمات الدولية، منها:
| علم المنظمة | اسم المنظمة                               | تاريخ انضمام الكاميرون | تاريخ انضمام المغرب |
| ----------- | ----------------------------------------- | ---------------------- | ------------------- |
|             | وكالة ضمان الاستثمار متعدد الأطراف        | 7 أكتوبر 1988          | 17 سبتمبر 1992      |
|             | الأمم المتحدة                             | 20 سبتمبر 1960         | 12 نوفمبر 1956      |
|             | الفريق المعني برصد الأرض                  | ?                      | ?                   |
|             | منظمة التعاون الإسلامي                    | ?                      | 25 سبتمبر 1969      |
|             | منظمة حظر الأسلحة الكيميائية              | ?                      | ?                   |
|             | منظمة التجارة العالمية                    | ?                      | 1995                |
|             | منظمة الشرطة الجنائية الدولية             | ?                      | ?                   |
|             | الاتحاد الأفريقي                          | ?                      | ?                   |
|             | البنك الإفريقي للتنمية                    | ?                      | ?                   |
|             | مؤسسة التنمية الدولية                     | 10 أبريل 1964          | 29 ديسمبر 1960      |
|             | يونسكو                                    | 11 نوفمبر 1960         | 7 نوفمبر 1956       |
|             | الاتحاد البريدي العالمي                   | ?                      | ?                   |
|             | البنك الدولي للإنشاء والتعمير             | 10 يوليو 1963          | 25 أبريل 1958       |
|             | المنظمة الهيدروغرافية الدولية             | ?                      | ?                   |
|             | الاتحاد الدولي للاتصالات                  | 22 ديسمبر 1960         | 1 نوفمبر 1956       |
|             | مؤسسة التمويل الدولية                     | 1 أكتوبر 1974          | 30 أغسطس 1962       |
|             | المركز الدولي لتسوية المنازعات الاستشارية | 2 فبراير 1967          | 10 يونيو 1967       |

## أعلام
هذه قائمة لبعض الشخصيات التي تربطها علاقات بالبلدين:
- ريان ماي (لاعب كرة قدم بلجيكي، 1 نوفمبر 1997[20] – )

## وصلات خارجية
- موقع وزارة الخارجية الكاميرونية
- موقع وزارة الخارجية المغربية